# Осадные деньги Ньюарка

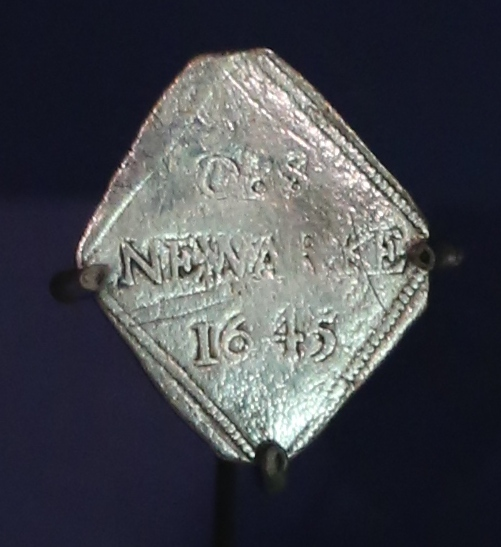
Ромбовидный шиллинг, отчеканенный в Ньюарке во время осады 1645—1646 гг.

Осадные деньги или деньги на необходимость были отчеканены в Ньюарк-он-Тренте в 1646 году во время третьей и последней осады (1645—1646) города в ходе Первой гражданской войны в Англии. Чтобы удовлетворить потребность в деньгах, осажденные роялисты открыли монетный двор, производивший ромбовидные монеты — полкроны, шиллинги, девять пенсов и шесть пенсов. Из-за недостатка металла для чеканки монет, дворяне и роялисты отдавали кувшины и чашки для питья, в связи с чем на некоторых монетах остались следы первоисточника.
На аверсе монеты была изображена королевская корона между C R и номиналом римскими цифрами; и на реверсOBS Newark (OBS расшифровывается как obsidium, «осада» на латинском), и год изготовления — 1645 или 1646. 1645 год сбивает с толку, потому что все монеты, вероятно, были отчеканены в 1646 году. Те, что были отчеканены 1645 годом, должны были быть отчеканены до 25 марта (официальное начало года по старому стилю), а монеты от 25 марта — 1646 года.

## История

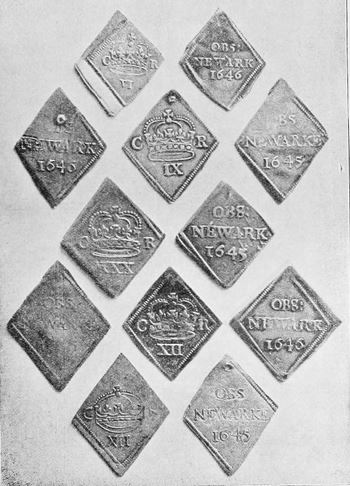
Ромбовидные монеты, отчеканенные в Ньюарке во время осады 1646 г.

Первая гражданская война в Англии (1642—1646 гг.) началась, когда король Карл I поднял свой штандарт в Ноттингеме 22 августа 1642 г., в 32 км. к юго-западу от Ньюарка. Город был опорой роялистов: «Ньюарк трижды осаждался и, наконец, сдался только по приказу короля после его собственной капитуляции». Город выставлял иногда до 600 солдат и совершал набеги на многие близлежащие города (круглоголовых). В конце 1644 г. он был осажден, но в марте был освобожден принцем Рупертом. Парламент начал новую осаду в конце января 1645 г. после новых набегов, но через месяц она была снята. Последняя осада началась в ноябре 1645 г., когда оборона города была значительно укреплена. Король сдался 5 мая 1646 года в Саутвелле в 13 км. к западу от Ньюарка и приказал Ньюарку сдаться, что было принято гарнизоном.
Между 1645 и 1646 гг. городом выпускались собственные монеты. Отчеканенные в 1645 г., они имели номинал в тридцать, двенадцать и девять пенсов; в то время как к отчеканенным годом позже добавились шесть пенсов. Общий дизайн одинаков: на аверсе внутри жемчужной каймы буквы CR с каждой стороны короны, а номинал внизу указан римскими цифрами; на реверсе была надпись OBS NEWARK с датой внизу арабскими цифрами. Все монеты, выпущенные в Ньюарке, отчеканены на ромбовидных бортах, которые, по-видимому, были вырезаны непосредственно из посуды, желобов и других разновидностей серебряной посуды в городе или получены от сторонников роялистов в соседних сельских районах; сюда также входит награбленное в Лестере серебро, включая табличку тамошней корпорации.
Детальным анализом монет можно оценить их вероятную хронологическую последовательность. Первой появившейся монетой был шиллинг, на аверсе которого изображена корона, украшенная драгоценными камнями полоса которой проходит прямо через лицевую сторону, а на реверсе написано OBS: NEWARKE 1645. Аверс этой монеты отчеканен двумя отдельными штампами:
1. 9 точек в левой дуге короны, 9 точек в правой дуге; C R и XII. написанное тонкими буквами (а). Вес 94 грана[1].
2. 9 точек в левой дуге, 8 точек в правой дуге; C R и XII. быть толстыми буквами. Вес 93 грана (б)[1].

Наличие двух отдельных штампов на аверсе этой монеты, по мнению доктора Филипа Нельсона из Ливерпульского университета, опровергло выдвинутую теорию о том, что эти монеты были подделками; тем более, что существуют также шиллинги и девять пенсов с таким же аверсом.
Второй появившейся монетой был, вероятно, шиллинг с тем же чтением на реверсе NEWARKE, но с новым аверсом, корона которого имеет высокую арку и богато украшенную драгоценными камнями полосу. Он весит 87 гран.
Примерно в то же время были отчеканены девять пенсов NEWARKE, которые были изготовлены из двух разных штампов для аверса:
1. 11 точек в левой арке, 11 точек в правой арке короны с богато украшенной драгоценными камнями полосой. Вес 69 гран (с)[5].
2. 11 точек в левой арке, 9 точек в правой арке короны с простой полосой, украшенной драгоценными камнями. Вес 68 гран (г)[5].

После этого был выпущен шиллинг со следующей формулировкой, впервые появившейся в OBS NEWARK 1645. Корона на аверсе имеет 10 точек в левой арке и 8 точек в правой арке короны, полоса которой украшена драгоценными камнями очень простого характера. Этот кусок весит 92 грана. На аверсе одного из шиллингов этой даты выгравирована ретроградная буква R.
Впоследствии появились девять пенсов с надписью OBS: NEWARK 1645 (e). Аверс этой монеты идентичен штампу девятипенсовика, ранее описанного как «d», и имеет на короне 11 и 9 точек в левой и правой дугах соответственно. Вес этой монеты 64 грана. Вместе с тем же штампом лицевой стороны использовался ещё один штамп реверса, такой же, как на полукороне 1645 года, что подтверждается появлением маленькой точки под цифрой 4 даты 1645 года. Этот девятипенсовик весит 63 грана. (е).
Последним номиналом, отчеканенным в 1645 году, была полукрона, на аверсе которой изображена корона с шахматным расположением драгоценных камней на ленте; в то время как реверс изготовлен из того же кубика, что и девятипенсовик NEWARK «f» той же даты. Эта монета весом 221 гран является сравнительно редкой, что указывает на то, что она была отчеканена очень поздно в 1645 году, вероятно, в марте.
Что касается монет, отчеканенных в Ньюарке в 1646 г., то три более высоких достоинства были выпущены одновременно к концу осады, вероятно в апреле появился шестипенсовик, что объясняет его большую редкость. При рассмотрении даты этих монет необходимо помнить, что год начался 25 марта (а окончание осады произошло 8 мая).
Выпуски 1646 года:
- Полкроны. Аверс: из того же штампа, что и у полукроны 1645 года. Реверс: Из того же штампа, что и шиллинг «b» и девять пенсов 1646 года, что подтверждается наличием дефекта в 6-й дате. Вес 243 грана.
- Шиллинги:
  1. Аверс: Корона с простой полосой, украшенной драгоценными камнями, с 10 точками в левой арке и 8 точками в правой арке. Реверс: OBS: NEWARK 1646 несколько тонкими буквами. Вес 86 гран[5].
  2. Аверс: корона с богато украшенной драгоценными камнями лентой, имеющей 10 точек на левой арке и 10 точек на правой арке. Реверс: ОБС. NEWARK 1646 жирными буквами, из того же штампа, что и полукорона. Вес 90 гран[5].
- Девять пенсов:
  1. Аверс: Из того же кубика, что и девятипенсовая буква «e» 1645 года, с 11 точками в левой и 9 точками в правой дуге соответственно. Реверс: Из того же штампа, что и шиллинг (b) и полкроны 1646 года. Вес 67 гран[5].
  2. Аверс: Корона с искусно украшенной драгоценными камнями полосой, 10 точек в левой арке и 10 точек в правой арке. Реверс: Из того же штампа, что и шиллинг «b» и полукрона 1646 года. Вес 68 гран[5].
- Шесть пенсов: аверс: сложная корона, CR с каждой стороны и VI. под. Реверс: OBS: NEWARK 1646. Вес 46 гран[5].

Многие экземпляры шиллингов, девяти и шести пенсовиков 1646 года оказались позолоченными, будучи отчеканены на боках, вырезанных из сервиза из позолоченных тарелок.
Существуют некоторые экземпляры шиллинга и девяти пенсов 1646 года с королевским гербом на реверсе, такие монеты могли быть частью какой-то пожертвованной королевской тарелки.
Из отчеканенных в Ньюарке монет, выделяются две монеты:
1. девять пенсов из коллекции монет корпорации Ливерпуля. На реверсе под буквой A в NEWARK изображён отличительный знак того периода — голова леопарда.
2. шиллинг, который в 1904 году находился во владении доктора Эпплби из Ньюарка. Эта монета имеет на реверсе заглавную букву М в точечной выемке, которая, по-видимому, является частной печатью серебряного мастера и указывает на источник, из которого первоначально был получен кусок пластины[5].

В коллекции Хаймана Монтегю был образец шиллинга, на котором был только оттиск лицевой стороны штампа, а реверс был простым; поэтому монета не датирована.

## Наследие
Уцелевшие монеты являются предметами коллекционирования и могут быть ценными; в 2012 году ньюаркский шиллинг был продан за 1,9 тыс. долларов США.
Помимо интереса нумизматов и историков, изображения монет используются для украшения мусорных баков, и некоторые жители Ньюарка предлагали ввести «Ньюаркский осадный фунт» как форму местной валюты, которая, по их мнению, принесет пользу местной экономике.

## Вторичная литература
- NumisBids: Classical Numismatic Group, Inc. Auction 90, Lot 2613 : STUART, Siege money. Newark. 1645-1646. AR Halfcrown..., NumisBids, 2012-05-23, Дата обращения: 28 сентября 2017
- Newark Siege Coins, Newark Archaeological & Local History Society, 2012-10-10, Дата обращения: 29 сентября 2017